# Alvorada (Tocantins)
Alvorada – miasto i gmina w Brazylii, w stanie Tocantins. Znajduje się w mezoregionie Ocidental do Tocantins i mikroregionie Gurupi, 350 km od stolicy stanu Palmas.